# Trevor Sheldon
Trevor A. Sheldon est un universitaire britannique spécialisé en médecine et économie, ancien vice-chancelier adjoint de l'Université d'York et doyen de la Hull York Medical School (en),.
Il a occupé d'autres postes universitaires à l'Université de Leeds, l'Université de Leicester et l'Université de Kingston. Sheldon a été élu Fellow (FMedSci) de l'Academy of Medical Sciences (United Kingdom) (en), membre de la Society for Social Medicine et de l'US Academy Health. Ses spécialités de recherche comprennent l'efficacité, l'allocation des ressources, la qualité et la rentabilité des interventions de santé publique,.

## Formation
Sheldon a étudié la médecine à la St Mary's Hospital Medical School (en) de Londres (y compris une bourse d'un an en médecine communautaire à l'Albert Einstein College of Medicine, New York). Il a obtenu une maîtrise de l'Université de Londres en économie, puis une maîtrise en statistiques médicales suivi d'un doctorat de la Faculté de médecine de l'Université de Leicester.